# Гараньюнс
Гараньюнс (порт. Garanhuns) — муніципалітет в Бразилії, входить до складу штату Пернамбуку. Є складовою частиною мезорегіону Сільськогосподарський район штату Пернамбуку. Входить до економічно-статистичного мікрорегіону Гараньюнс. Населення становить 124 996 чоловік (станом на 2007 рік). Займає площу 472 км².

## Клімат
Місто знаходиться у зоні, котра характеризується кліматом тропічних саван. Найтепліший місяць — січень із середньою температурою 22 °C (71.6 °F). Найхолодніший місяць — липень, із середньою температурою 18.4 °С (65.1 °F).
| Клімат Гараньюнса       | Клімат Гараньюнса | Клімат Гараньюнса | Клімат Гараньюнса | Клімат Гараньюнса | Клімат Гараньюнса | Клімат Гараньюнса | Клімат Гараньюнса | Клімат Гараньюнса | Клімат Гараньюнса | Клімат Гараньюнса | Клімат Гараньюнса | Клімат Гараньюнса | Клімат Гараньюнса |
| Показник                | Січ.              | Лют.              | Бер.              | Квіт.             | Трав.             | Черв.             | Лип.              | Серп.             | Вер.              | Жовт.             | Лист.             | Груд.             | Рік               |
| Абсолютний максимум, °C | 33,6              | 33,2              | 33,1              | 31,5              | 29,7              | 29                | 29,5              | 28,7              | 30,6              | 32,8              | 32,9              | 33,9              | 33,9              |
| Середній максимум, °C   | 28,5              | 28,1              | 27,6              | 26,3              | 24,6              | 23                | 22,1              | 23,1              | 24,6              | 27,1              | 28,9              | 28,7              | 26,1              |
| Середня температура, °C | 22                | 22                | 21,9              | 21,4              | 20,3              | 19,2              | 18,4              | 18,4              | 19,3              | 20,8              | 21,7              | 21,9              | 20,6              |
| Середній мінімум, °C    | 18                | 18,2              | 18,6              | 18,4              | 17,7              | 16,8              | 16                | 15,6              | 16,1              | 16,8              | 17,4              | 17,7              | 17,3              |
| Абсолютний мінімум, °C  | 15,4              | 15,4              | 11,8              | 15                | 14,8              | 10,5              | 11,7              | 10,9              | 10                | 11,4              | 12,8              | 14,9              | 10                |
| Норма опадів, мм        | 37.7              | 46.2              | 86.2              | 83.2              | 118.8             | 120.8             | 116.9             | 77.3              | 36.6              | 23.4              | 20.8              | 21.2              | 782.5             |
| Днів з дощем            | 2                 | 3                 | 7                 | 7                 | 16                | 17                | 12                | 13                | 4                 | 2                 | 3                 | 2                 | 93                |
| Вологість повітря, %    | 76.8              | 74.4              | 81                | 85.1              | 88                | 90.1              | 91.6              | 88.8              | 81.3              | 77.8              | 71.9              | 74.7              | 81.8              |
| ----------------------- | ----------------- | ----------------- | ----------------- | ----------------- | ----------------- | ----------------- | ----------------- | ----------------- | ----------------- | ----------------- | ----------------- | ----------------- | ----------------- |
| Джерело: Weatherbase    |                   |                   |                   |                   |                   |                   |                   |                   |                   |                   |                   |                   |                   |